# Trąd (film)
Trąd – polski film sensacyjny z 1971 w reżyserii Andrzeja Trzosa-Rastawieckiego.
Premiera odbyła się w podwójnym pokazie z reportażem Przechowalnia Jerzego Sztwiertni.

## Fabuła
Stanisław Czermień podejrzany jest o udział w zbiorowym gwałcie i morderstwie. Ma jednak niezbite alibi i podejrzewa, że w przestępstwo wplątany jest jego brat, Witek, więc prowadzi prywatne śledztwo i wpada na trop bandy przestępców trudniącej się podstępnym zwabianiem młodych dziewcząt do towarzystwa dla starszych panów. S. Czermień dowiaduje się, że Witek pełni rolę amanta i trudni się wciąganiem młodych kobiet w zastawioną przez przestępców pułapkę. Więc usilnie próbuje go przekonać o konieczności zgłoszenia się na milicję i zameldowania o wszystkim, lecz Witek sprowadza na brata członków bandy. Stanisław Czermień zostaje dotkliwie pobity.

## Obsada aktorska
- Zygmunt Malanowicz − Stanisław Czermień
- Anna Górska − Elżbieta, „dziewczyna” Witka Czermienia
- Elżbieta Kępińska − Krystyna, dziewczyna Stanisława Czermienia
- Henryk Bąk − Sitko
- Henryk Hunko − Kunz, członek gangu Matusiaka
- Edward Linde-Lubaszenko − członek gangu Matusiaka
- Bolesław Idziak − kapitan Rzeszot
- Janusz Kłosiński − Józek, dozorca w halach
- Roman Kłosowski − taksówkarz Maks
- Ryszard Kotys − porucznik Strzałka
- Jerzy Matałowski − Witek Czermień, brat Stanisława
- Zdzisław Maklakiewicz − Tuś, kolega Czermienia
- Witold Pyrkosz – Czesiek Matusiak, szef gangu

## Lokalizacja
- Wrocław: Most Grunwaldzki, Dworzec Główny PKP, schronisko dla zwierząt przy ul. Skarbowców 52, ulice: Władysława Nehringa, Kleczkowska, Garbary, Norwida, Staromłyńska, Nowy Świat, Aleja Ludomira Różyckiego, Nankiera, Kuźnicza, Piaskowa, Grodzka.